# Медали летних Олимпийских игр 1908
Медали летних Олимпийских игр 1908 — отличительные награды за коллективные или индивидуальные спортивные достижения участников Игр IV Олимпиады, проходившие в Лондоне, Великобритания.
Хоть и подготовка к соревнованиям была очень короткая, все же были приняты некоторые решительные изменения, такие как то, что медаль за I место отличалось отливкой из чистого золота. Интересным фактом послужило то, что английская филателия впервые уступила филокартии, посвященной Играм.
Более двух тысяч спортсменов из 22 стран разыграли 106 комплектов медалей по 23 видам спорта. Великобританию представляли 710 спортсменов – это самая большая олимпийская команда, выставленная когда-либо одной страной на тот момент. Церемония награждения призёров прошла 28 июля. Интересно, что вручать должен был король Эдуард VII, но вместо него именно золотые медали победителям отдавала его жена Александра, так как король, по причине злости на поведение американских спортсменов на церемонии открытия, отказался участвовать в торжественном мероприятии.
В 2008 году, через сто лет после Игр, в Великобритании были отчеканены памятные медали стоимостью в 2 фунта стерлингов, посвящённые этим соревнованиям.

## История
История создания медалей этих игр отличались своеобразностью и оригинальностью, в привычку вошло изменять кардинально дизайн, состав металлов и размеры наград. Лондон от этой привычки не отказался.
Окончательная эскизы медали были переданы в Королевскую Академию, для согласования, и там же выставлены.

### Производство
Изготовителем медалей является мастерская «Vaughton & Sons». Всего было изготовлено 2500 памятных медалей, в основном из белого металла. Её более дорогие варианты — позолоченная, серебряная и бронзовая имели тираж от 50 до 100 экз.
Автор эскиза австралийский скульптор Бертрам Маккенан в сотрудничестве с Британским олимпийским советом решил произвести медали очень маленькие — 33 мм в диаметре. Нарушая правила Олимпийской хартии, изменяли не только размер, но и состав металлов, а именно процент золота в призовой медали за первое место. Было решено отливать из чистого золота 583-й пробы, а не позолоченные, как были все предыдущие варианты в прошлых играх. Именно с этим связано уменьшение размеров, за счет чего она внешне была очень похожа на большую юбилейную монету.
Памятные медали изготовлялись в 4-х видах: серебряные позолоченные, серебряные, бронзовые и из белого металла (цинка). Вес медали из цинка — 48 г, из более дорогого металла — 59 г.

### Дизайн
Дизайн наград победителей и памятные медали организаторов отличались дизайном.
- Медали для победителей выглядели следующим образом:

На лицевой стороне изображены, стоящий в полный рост, обнаженный атлет-победитель и с обеих сторон две полуобнаженные женские фигуры, возлагающие венок на его голову. Внизу надпись: «Olympic Games London 1908» (Олимпийские игры, Лондон, 1908).
На оборотной стороне — изображение святого Георгия Победоносца на коне, поражающего дракона, а перед ним — богиня победы с пальмовой ветвью в правой руке. Справа, на заднем плане, крупное дубовое дерево. На ребре медали выгравировано название вида спорта, за победу в котором она предназначалась.
- Изображение на памятных медалях для организаторов выглядело иначе:

На лицевой стороне медали — мчащаяся классическая греческая колесница, запряженная четырьмя лошадьми. В колеснице судья с пальмовой ветвью в левой руке и лавровым венком в правой, объявляющий победителя. Возница управляет квадригой. Этот сюжет повторялся потом на памятных олимпийских медалях в 1912, 1920, 1948 года.
На оборотной стороне — на сегменте земного шара богиня победы с пальмовой ветвью и лавровым венком в правой руке и трубой в левой. Она олицетворяет победу и славу. Справа надпись: «In Commemoration Of The Olympic Games Held In London 1908» (В память об Олимпийских играх в Лондоне, 1908). Слева названия городов, где проводились Игры, — Эллис, Афины, Париж, Сент-Луис, Лондон. Первым указан Эллис, где находилась древняя Олимпия.

## Золотая медаль
- Диаметр — 33 мм.
- Толщина — 4.4 мм.
- Вес — 21 г.
- Состав: золото
- Чеканка

## Серебряная медаль
- Диаметр — 33 мм.
- Толщина — 4.4 мм.
- Вес — 21 г.
- Состав: серебро
- Чеканка

## Бронзовая медаль
- Диаметр — 33 мм.
- Толщина — 4.4 мм.
- Вес — 21 г.
- Состав: бронза
- Чеканка

## Остальные медали
Помимо победных наград были изготовлены в большом количестве «организаторские» награды за активное участие в общеполезных спортивных мероприятиях по организации запланированного проведения Олимпийской игры в Лондоне.
Памятные медали были значительно больше наградных — диаметром 50 мм. Они изготовлялись в четырёх видах: серебряные позолоченные, серебряные, бронзовые и из цинка (белого металла). Из белого металла вручались спортсменам-олимпийцам вместе со значком участника Игр, остальные три варианта предназначались для официальных лиц и почетных гостей. Вес медали из цинка 48 г, а из более дорогого металла — 59 г.

## Медаль в филателии
К сожалению, в годы проведения Олимпиады 1908 года, британское правительство не выпустило ни одной почтовой марки, посвященное данному событию. Только позже различные страны стали делать ретроспективные выпуски почтовых марок, но ни на одной марки нет изображения медали. Изображение лицевая стороны золотой медали использовали только в России при оформлении почтового художественного маркированного конверта 1996 года выпуска с изображением олимпийского медалиста Николая Панина.